# Philesturnus rufusater
Philesturnus rufusater (лат.) — вид птиц из семейства новозеландских скворцов (Callaeidae). Эндемик Северного острова Новой Зеландии. Внесён в Международную Красную книгу. Является близким родственником седлоспинной гуйи, раньше этот вид считался одним из её подвидов.
Достигает длины 25 см и массы от 61 до 94 г. Общая окраска оперения блестящего чёрного цвета. Спина, надхвостье и кроющие перья хвоста каштанового цвета. У основания чёрного клюва свисают оранжево-красные выросты.